# Valennes
Valennes est une commune française, située dans le département de la Sarthe en région Pays de la Loire, peuplée de 304 habitants (les Valennois).
La commune fait partie de la province historique du Maine, et se situe dans le Haut-Maine.

## Géographie
La commune se trouve dans la région naturelle du Perche, dans le département de la Sarthe, limitrophe du département de Loir-et-Cher.
Le bourg se situe dans une cuvette, au confluent de deux ruisseaux : le Boutry et le Fresnay.

### Communes limitrophes
| Vibraye | Souday (Loir-et-Cher) |                        |
| Berfay  | Valennes              | Baillou (Loir-et-Cher) |
|         | Rahay                 |                        |

### Climat
Pour des articles plus généraux, voir Climat des Pays de la Loire et Climat de la Sarthe.
En 2010, le climat de la commune est de type climat océanique dégradé des plaines du Centre et du Nord, selon une étude du CNRS s'appuyant sur une série de données couvrant la période 1971-2000. En 2020, Météo-France publie une typologie des climats de la France métropolitaine dans laquelle la commune est exposée à un climat océanique altéré et est dans la région climatique  Moyenne vallée de la Loire, caractérisée par une bonne insolation (1 850 h/an) et un été peu pluvieux. 
Pour la période 1971-2000, la température annuelle moyenne est de 10,6 °C, avec une amplitude thermique annuelle de 14,3 °C. Le cumul annuel moyen de précipitations est de 731 mm, avec 11,9 jours de précipitations en janvier et 7,4 jours en juillet. Pour la période 1991-2020, la température moyenne annuelle observée sur la station météorologique de Météo-France la plus proche, sur la commune de Choue à 9 km à vol d'oiseau, est de 11,9 °C et le cumul annuel moyen de précipitations est de 645,6 mm,. Pour l'avenir, les paramètres climatiques de la commune estimés pour 2050 selon différents scénarios d'émission de gaz à effet de serre sont consultables sur un site dédié publié par Météo-France en novembre 2022.

## Urbanisme

### Typologie
Au 1er janvier 2024, Valennes est catégorisée commune rurale à habitat très dispersé, selon la nouvelle grille communale de densité à sept niveaux définie par l'Insee en 2022.
Elle est située hors unité urbaine et hors attraction des villes,.

### Occupation des sols
L'occupation des sols de la commune, telle qu'elle ressort de la base de données européenne d’occupation biophysique des sols Corine Land Cover (CLC), est marquée par l'importance des territoires agricoles (84,6 % en 2018), une proportion sensiblement équivalente à celle de 1990 (84,5 %). La répartition détaillée en 2018 est la suivante : 
terres arables (61,2 %), prairies (17,3 %), forêts (14,5 %), zones agricoles hétérogènes (6,1 %), zones urbanisées (0,9 %). L'évolution de l’occupation des sols de la commune et de ses infrastructures peut être observée sur les différentes représentations cartographiques du territoire : la carte de Cassini (XVIIIe siècle), la carte d'état-major (1820-1866) et les cartes ou photos aériennes de l'IGN pour la période actuelle (1950 à aujourd'hui).

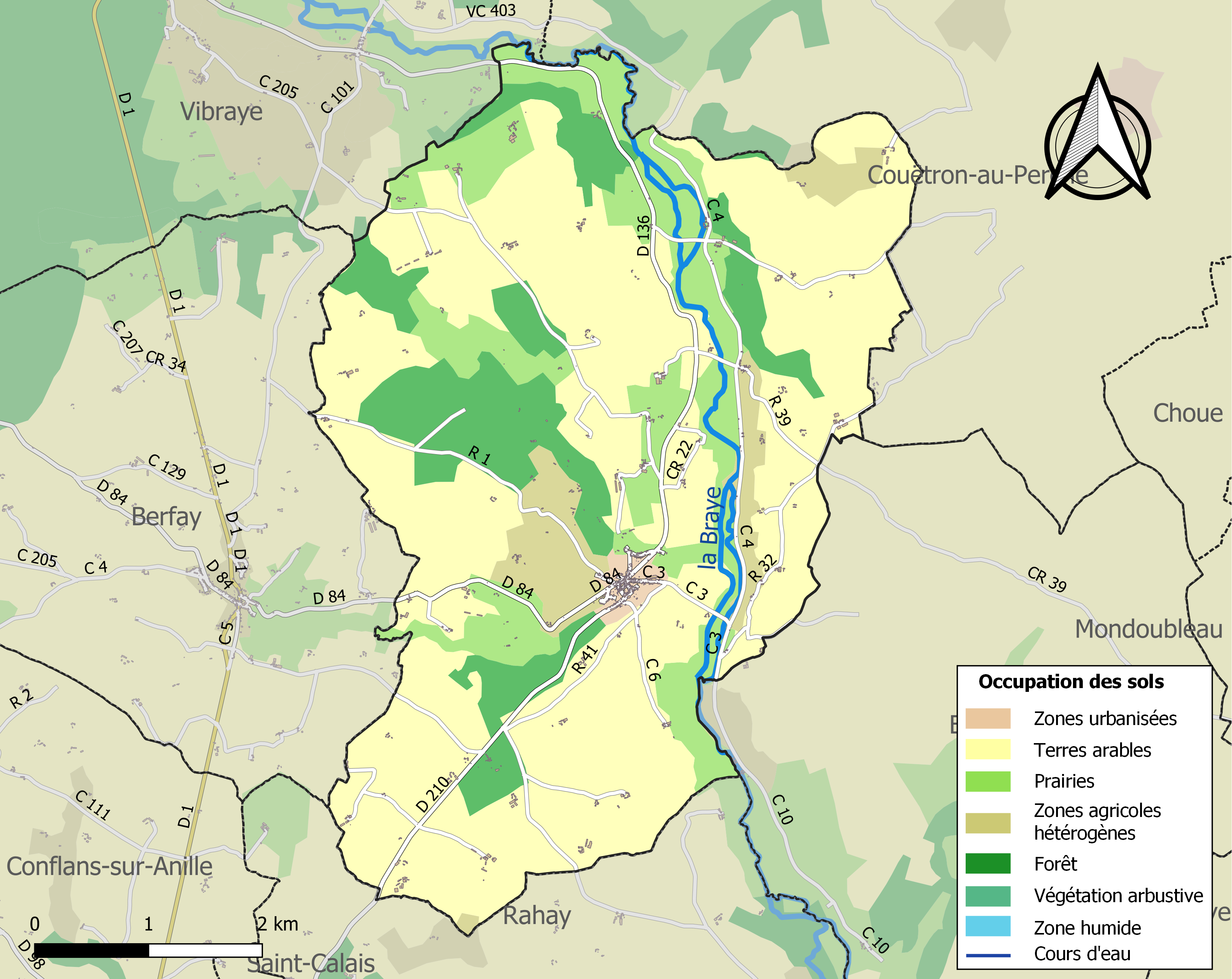
Carte des infrastructures et de l'occupation des sols de la commune en 2018 (CLC).

## Histoire
La date de création des premiers habitats n'est pas connue. On suppose que les moines de l'abbaye de Saint-Calais ont réalisé des défrichements à l'époque carolingienne et que le bourg commence à se constituer à partir du XIe siècle car l'église conserve des éléments romans de cette époque. Plusieurs documents du début du XIIe siècle font référence aux seigneurs de Valennes qui firent des dons à plusieurs abbayes des environs (Saint-Calais, Thiron, Le Gué-de-Launay, etc.). Foulques de Valennes est mentionné comme figurant parmi les chanoines de la cathédrale du Mans en 1350.
Le fief de Valennes s'étend sur les châtellenies de Saint-Calais et de Mondoubleau. Il passe successivement dans le giron des comtes du Maine, des vicomtes de Châteaudun (XIIe siècle), des comtes de Vendôme (XVe siècle), avant d'être réintégré au domaine royal en 1589 lors de l'accession au trône de Henri IV, duc de Vendôme.

## Politique et administration
| Période                                  | Période   | Identité       | Étiquette | Qualité                  |
| ---------------------------------------- | --------- | -------------- | --------- | ------------------------ |
| (avant 2001)                             | 2008      | Gérard Vadé    | SE        |                          |
| mai 2008                                 | août 2011 | Françoise Noël | SE        |                          |
| septembre 2011                           | mars 2014 | Gilles Bordes  | SE        |                          |
| mars 2014                                | En cours  | Nadine Mercier | SE-DVD    | Ouvrière, puis retraitée |
| Les données manquantes sont à compléter. |           |                |           |                          |

## Démographie
L'évolution du nombre d'habitants est connue à travers les recensements de la population effectués dans la commune depuis 1793. Pour les communes de moins de 10 000 habitants, une enquête de recensement portant sur toute la population est réalisée tous les cinq ans, les populations de référence des années intermédiaires étant quant à elles estimées par interpolation ou extrapolation. Pour la commune, le premier recensement exhaustif entrant dans le cadre du nouveau dispositif a été réalisé en 2006.
En 2022, la commune comptait 304 habitants, en évolution de −5,59 % par rapport à 2016 (Sarthe : −0,25 %, France hors Mayotte : +2,11 %).
| 1793 | 1800 | 1806 | 1821  | 1831  | 1836  | 1841  | 1846  | 1851  |
| ---- | ---- | ---- | ----- | ----- | ----- | ----- | ----- | ----- |
| 970  | 972  | 973  | 1 098 | 1 082 | 1 111 | 1 128 | 1 165 | 1 104 |

| 1856  | 1861  | 1866  | 1872 | 1876 | 1881 | 1886 | 1891 | 1896 |
| ----- | ----- | ----- | ---- | ---- | ---- | ---- | ---- | ---- |
| 1 090 | 1 107 | 1 038 | 998  | 956  | 958  | 919  | 912  | 940  |

| 1901 | 1906 | 1911 | 1921 | 1926 | 1931 | 1936 | 1946 | 1954 |
| ---- | ---- | ---- | ---- | ---- | ---- | ---- | ---- | ---- |
| 875  | 881  | 883  | 780  | 747  | 725  | 712  | 734  | 672  |

| 1962 | 1968 | 1975 | 1982 | 1990 | 1999 | 2006 | 2011 | 2016 |
| ---- | ---- | ---- | ---- | ---- | ---- | ---- | ---- | ---- |
| 626  | 537  | 476  | 388  | 350  | 353  | 356  | 325  | 322  |

| 2021 | 2022 | - | - | - | - | - | - | - |
| ---- | ---- | - | - | - | - | - | - | - |
| 310  | 304  | - | - | - | - | - | - | - |

## Économie
Économie à dominante agricole.
- Trois artisans (menuiserie, ébénisterie, mécanique de précision).
- Une épicerie - alimentation générale - dépôt de pain.
- Un restaurant crêperie tabac.

## Lieux et monuments
- Monument "aux enfants du pays morts pour la France"Église Saint-Étienne.

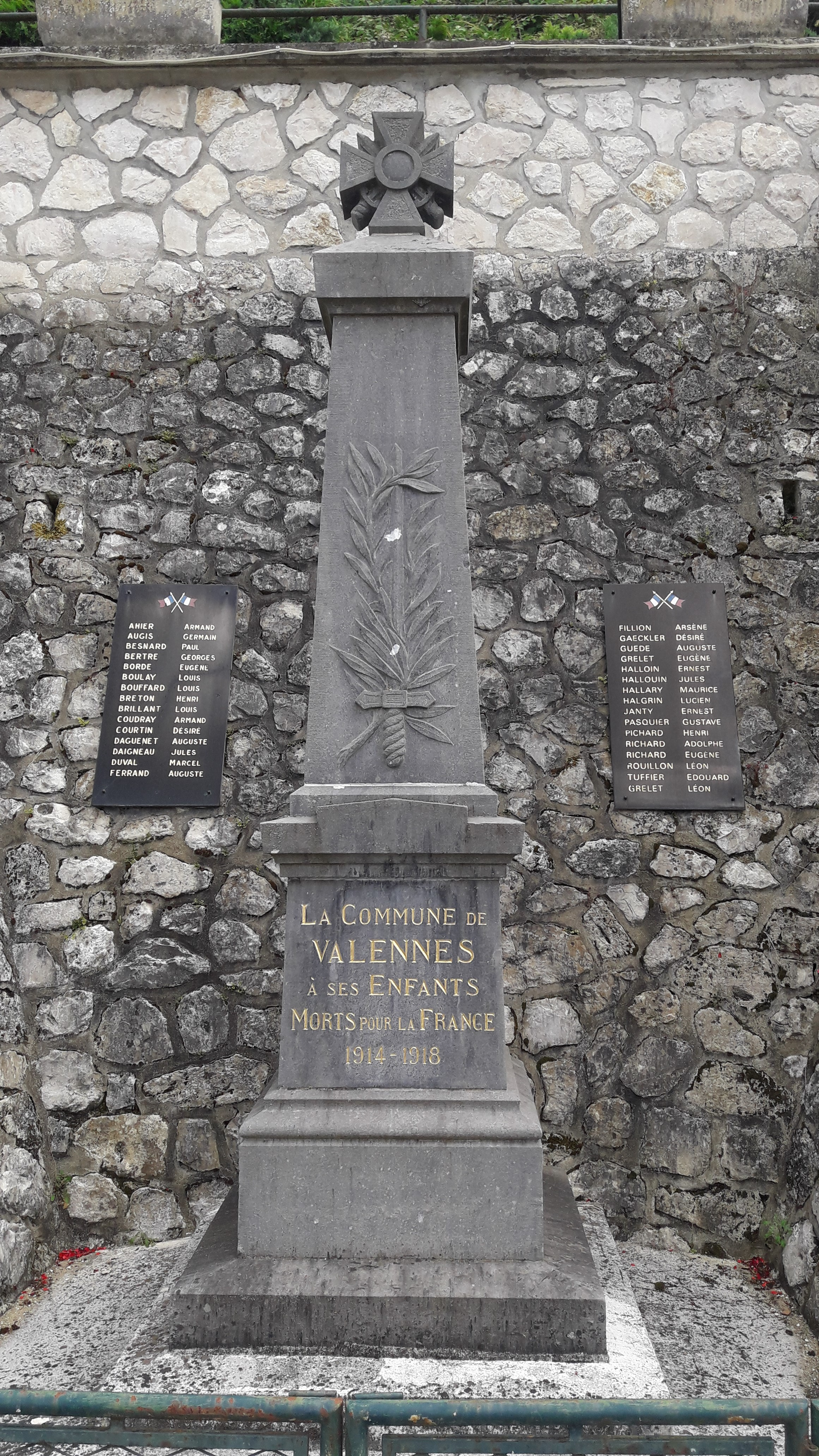
Monument "aux enfants du pays morts pour la France"

- Calvaire, datant de 1948. Il est en bois et en métal, sur un monticule en ciment imitant la pierre. Une plaque rappelle le souvenir des soldats morts dans la « mission de 1948 ».

## Activité et manifestations
Un carnaval très original est organisé chaque année, le week-end précédant le mercredi des Cendres. Ce même mercredi, un grand bûcher est dressé sur la place du Frouïl. Toute la journée, les villageois et les passants peuvent cuire bénévolement des crêpes à l'aide de poêles à longues queues. Le soir, monsieur Carnaval est brûlé sur le même brasier. Cette fête trouverait son origine dans un différend entre le maire et le curé du village vers 1900.[réf. nécessaire]